# Turkmenistan
Turkmenistan, sau Türkmenistan în turkmenă, iar în rusă Туркмения sau Туркмениста́н (cunoscută și ca Turkmenia, iar oficial: Republica Turkmenistan) este o țară turcică în Asia Centrală. Numele țării derivă din persană, însemnând „țara poporului turkmen”. Capitala este orașul Așgabat, toponim persan, traducându-se aproximativ ca „orașul dragostei”.

## Istorie
Se poate spune că istoria Turkmenistanului se întinde pe mai multe milenii, întrucât au fost descoperite pe teritoriul țării vestigii arheologice vechi de 5.000 de ani.
Republica Sovietică Socialistă Turkmenă, prescurtat: RSS Turkmenă, a fost o republică constituentă a Uniunii Sovietice până în 1991, când și-a proclamat îndependența sub numele de Turkmenistan. A fost constituită pentru prima dată pe 7 august 1921 ca Regiunea Turkmenă a RSSA Turkestan. Pe 13 mai 1925 a fost transformată în RSS Turkmenă și a devenit o republică separată în cadrul URSS-ului. Pe 27 octombrie 1991, în contextul general, de destrămare a Uniunii Sovietice, țara și-a proclamat independența și a fost redenumită Republica Turkmenistan, pe scurt, Turkmenistan.

## Geografie

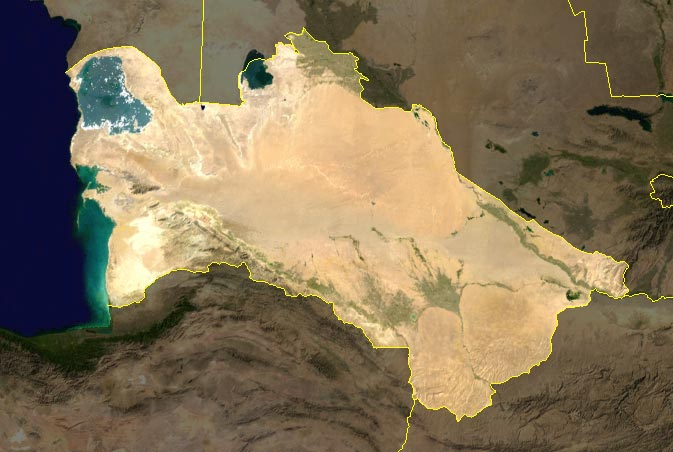
Turkmenistan (vedere din satelit)

Se învecinează cu Afghanistan la sud-est, Iran la sud-vest, Uzbekistan la nord-est, Kazakhstan la nord-vest, respectiv cu Marea Caspică la vest. Cea mai mare parte a țării este ocupată de Deșertul Karakum. Cel mai mare fluviu este Amudaria, care curge prin nord-estul țării. De la aceasta se ramifică Canalul Karakum, care irigă pământurile agricole din sud, de la poalele munților Kopetdag.

## Economie
Turkmenistanul ocupă o poziție remarcabilă, locul cinci pe lista țărilor cu cele mai rapide creșteri a produsului lor intern brut din lume. Deși este bogată în resurse naturale în multe din zonele sale, cea mai mare parte a țării este acoperită de deșertul Karakum.
O prelungire a drumului european E60 traversează Turkmenistanul, având traseul Türkmenbașî - Așgabat - Tejen - Mary - Türkmenabat.
Turkmenistanul este un important exportator de gaze naturale și a finalizat în anul 2009 un gazoduct spre China. Turkmenistanul produce circa 75 miliarde m3 de gaz pe an și vinde circa 50 de miliarde către compania rusă Gazprom. Gazoductul spre China are o capacitate de 40 miliarde metri cubi pe an. Turkmenistanul este un potențial furnizor de gaze pentru proiectul Nabucco.

## Sistemul politic
Sistemul politic este acela al unui singur partid, condus de președintele ales pe viață, cum Saparmurat Niyazov, s-a autointitulat, până la moartea subită a acestuia, survenită la 21 decembrie 2006.
Actualul președinte al Turkmenistanului este Serdar Berdîmuhamedov, care a fost declarat câștigător detașat al alegerilor prezidențiale din martie 2022, cu 73% din voturile exprimate, înlocuindu-l pe tatăl său, Gurbangulî Berdimuhamedov, președintele aflat în funcție.

## Împărțirea administrativă

Provinciile Turkmenistanului

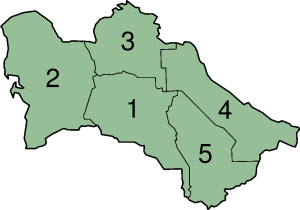
Provinciile Turkmenistanului

Turkmenistanul este împărțit din punct de vedere administrativ-teritorial în 5 provincii, care poartă denumirea locală de welayatlar (plural) și welayat (singular) și un district al capitalei (șäher). Provinciile Turkmenistanului sunt conduse de câte un guvernator. Provinciile se împart la rândul lor, în districte (etraplar la plural și etrap la singular). Cele cinci provincii și capitala Turkmenistanului sunt:
| Diviziuni administrative | Suprafața (km2) | Populația (loc.) | Densitatea (loc./km2) | Reședință   | Indicativ | Tip       | Districte | Hartă |
| ------------------------ | --------------- | ---------------- | --------------------- | ----------- | --------- | --------- | --------- | ----- |
| Ahal                     | 97.160          | 939.700          | 10                    | Änew        | TM-A      | provincie | 9         |       |
| Balkan                   | 139.270         | 553.500          | 4                     | Balkanabat  | TM-B      | provincie | 6         |       |
| Dașoguz                  | 73.430          | 1.370.400        | 19                    | Dașoguz     | TM-D      | provincie | 9         |       |
| Lebap                    | 93.730          | 1.334.500        | 14                    | Türkmenabat | TM-L      | provincie | 16        |       |
| Mary                     | 87.150          | 1.480.400        | 17                    | Mary        | TM-M      | provincie | 12        |       |
| Așgabat                  | 470             | 871.500          | 1.854                 | -           | -         | capitala  | 7         |       |

## Orașe

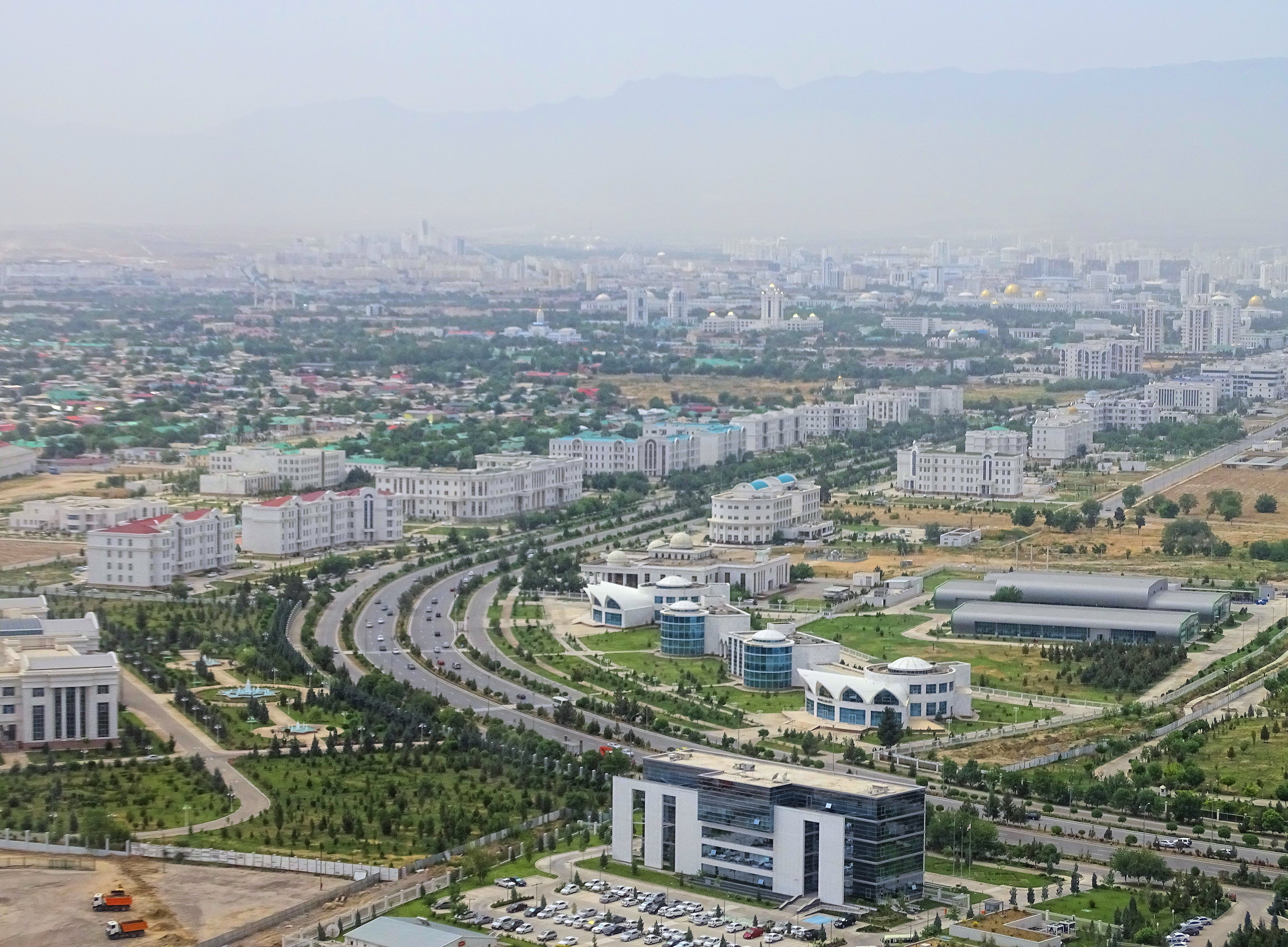
Aşgabat
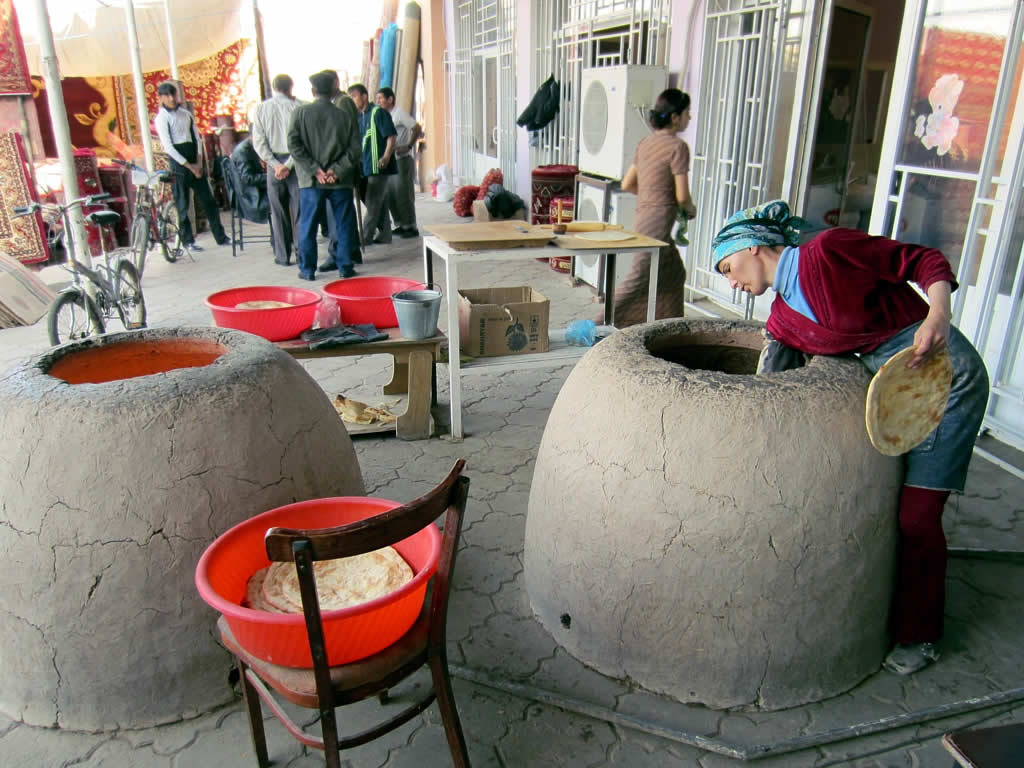
Dașoguz, fostul Tașauz (Bai Bazaar)
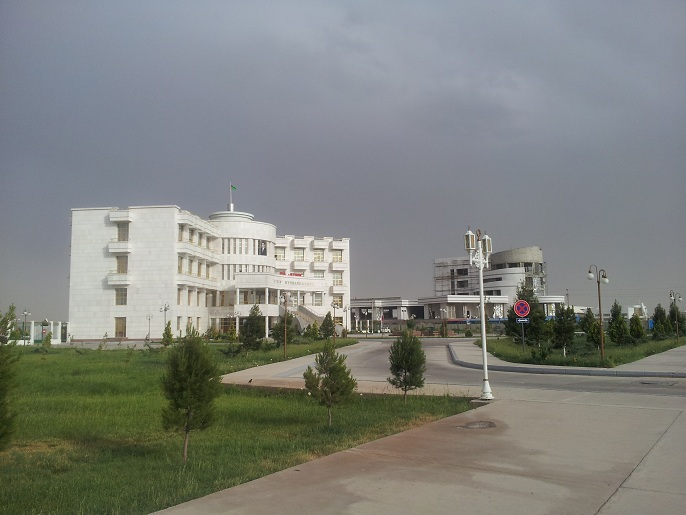
Türkmenabat (fostul Ciardjou)
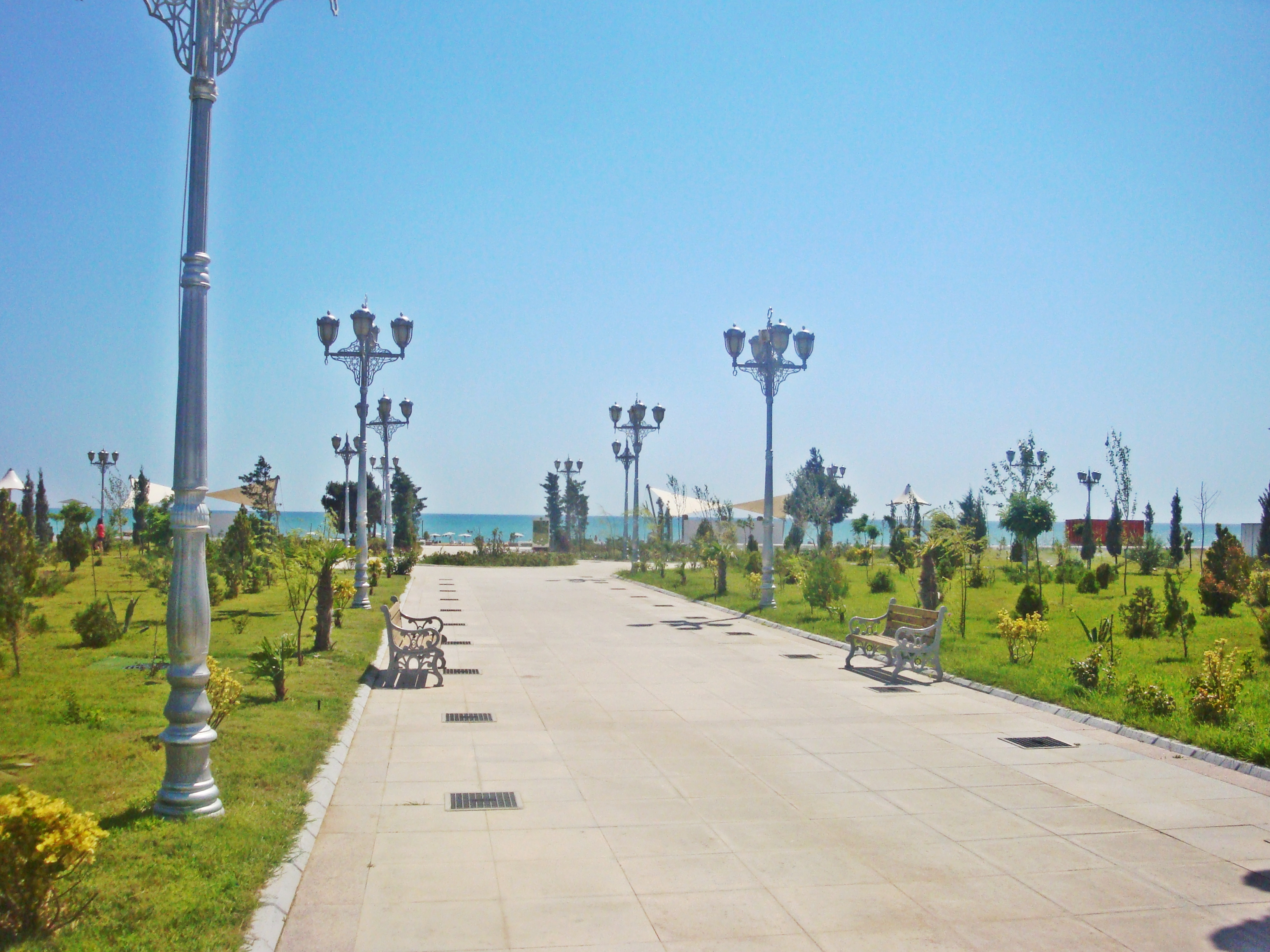
Awaza (fostul Turkmenbașî)
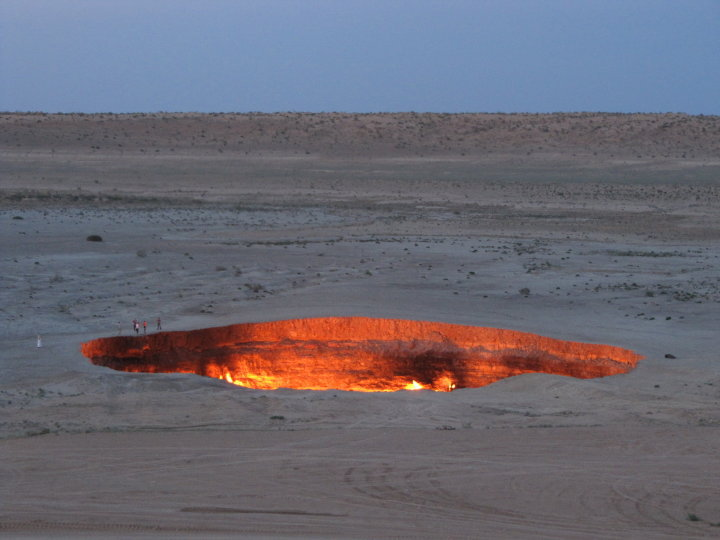
Derweze (Craterul "Poarta Iadului")

## Demografie
Cea mai mare parte a populației Turkmenistanului este formată din turkmeni. Minorități semnificative sunt formate de uzbeci și ruși. Minorități puțin reprezentate în populația țării sunt: kazahii, tătarii, ucrainenii, armenii, azerii și belucii.
Potrivit datelor estimate pentru anul 2003 de CIA World Factbook, compoziția etnică a Turkmenistanului ar fi formată din: 85% turkmeni, 5% uzbeci, 4% ruși, iar 6% alte minorități naționale.
Din 1989, până în 2001, numărul turkmenilor din Turkmenistan s-a dublat, crescând de la 2,5 milioane la 4,9 milioane, în timp ce numărul rușilor a scăzut cu două treimi, de la 334.000 la circa 100.000 de persoane.

## Culte
La data de 9 aprilie 2009, CIA estima că 87 % din populația țării este de religie musulmană, 9 % sunt creștini ortodocși (mai ales ruși și armeni), iar 2 % de credință necunoscută. Potrivit legii libertății religioase și organizațiilor religioase, așa cum a fost ea modificată în 1995 și 1996, congregațiile religioase trebuie să se înregistreze la autorități și să aibă cel puțin 500 de aderenți adulți în fiecare localitate în care se efectuează înregistrarea. Religiile minoritare nu sunt recunoscute de guvern. Astfel, doar sunnismul și Biserica Ortodoxă Rusă sunt înregistrate ca organizații religioase legale în Turkmenistan.

## Limba oficială
Limba oficială a Turkmenistanului este limba turkmenă (care se află în raport de dialect față de limba turcă din Turcia).

## Unitatea monetară

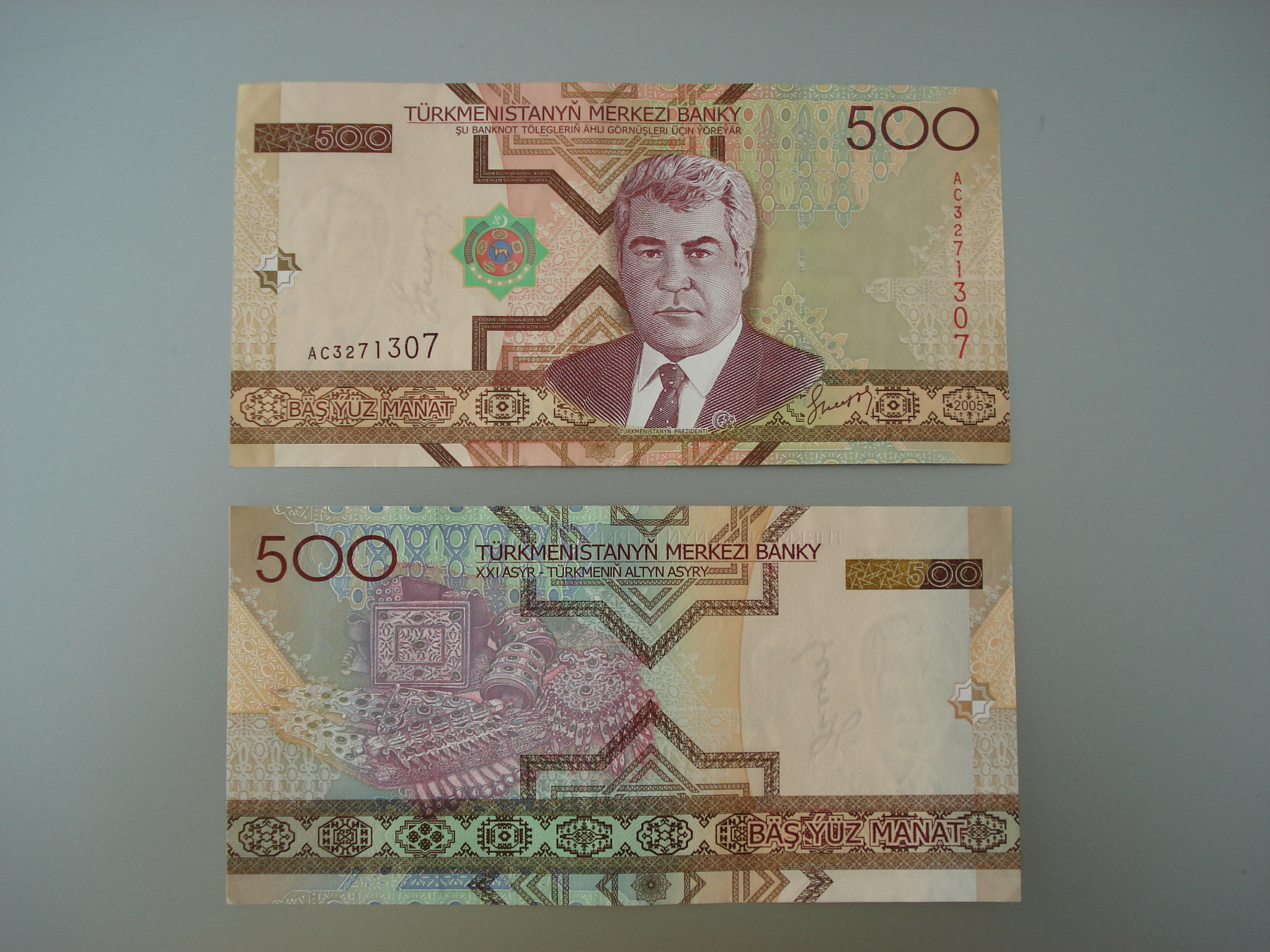
Bancnotă cu valoarea nominală de 500 de manat turkmen

Manatul turkmen este unitatea monetară oficială a Turkmenistanului. A fost creat la 1 noiembrie 1993, pentru a înlocui rubla sovietică, la o rată de schimb de 1 manat turkmen = 500 de ruble. Un manat tukmen se subdivide în 100 de tenge / tennesi. Toate piesele de monedă metalice, precum și bancnotele purtau efigia fostului președinte Niyazov.
De la 1 ianuarie 2009, manatul a fost înlocuit cu manatul nou. Rata de conversie a fost de 5.000 de manat vechi = 1 manat nou.

## Patrimoniu mondial UNESCO
Până în anul 2011 pe lista patrimoniului mondial UNESCO au fost incluse 3 obiective din această țară: ruinele vechi ale orașului Merv, fortificațiile parților din Nisa și Kunja-Urgentch

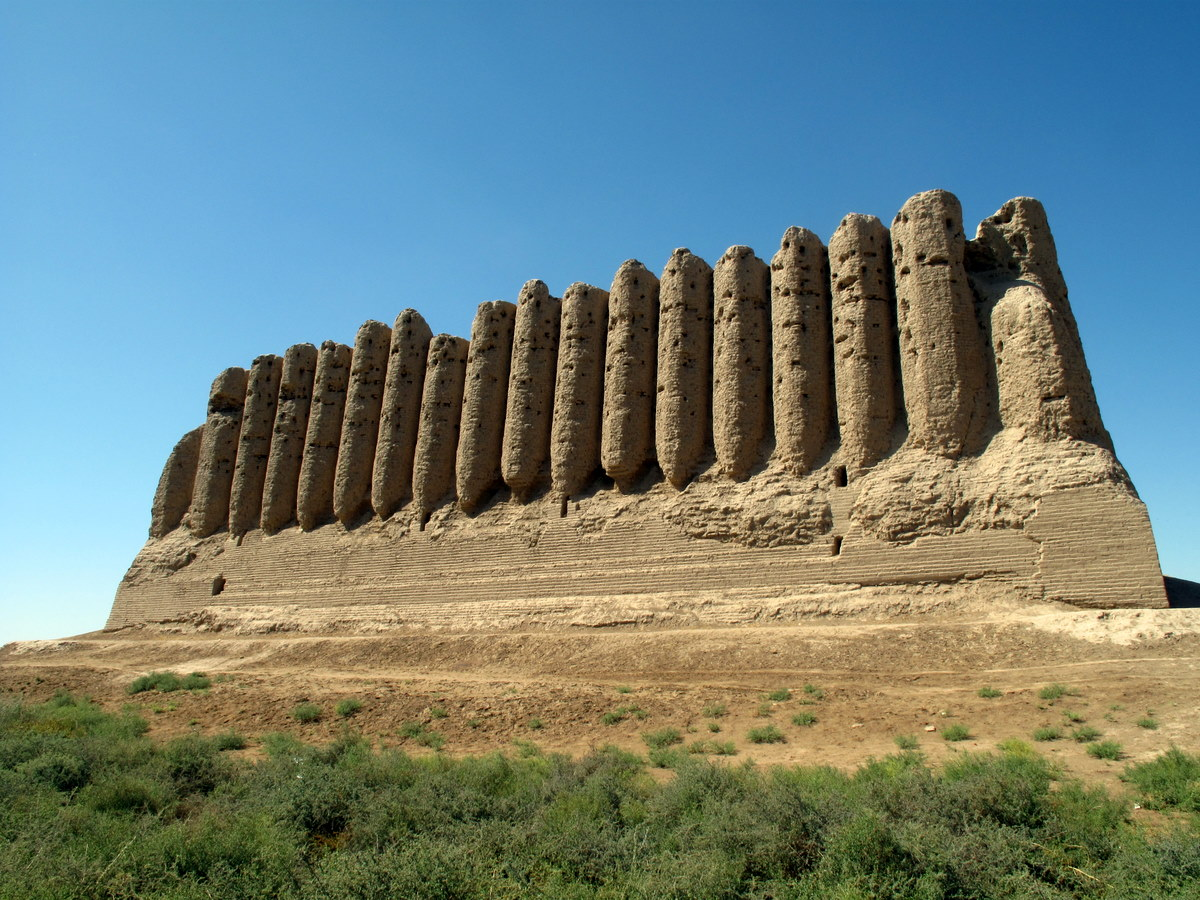
Merv
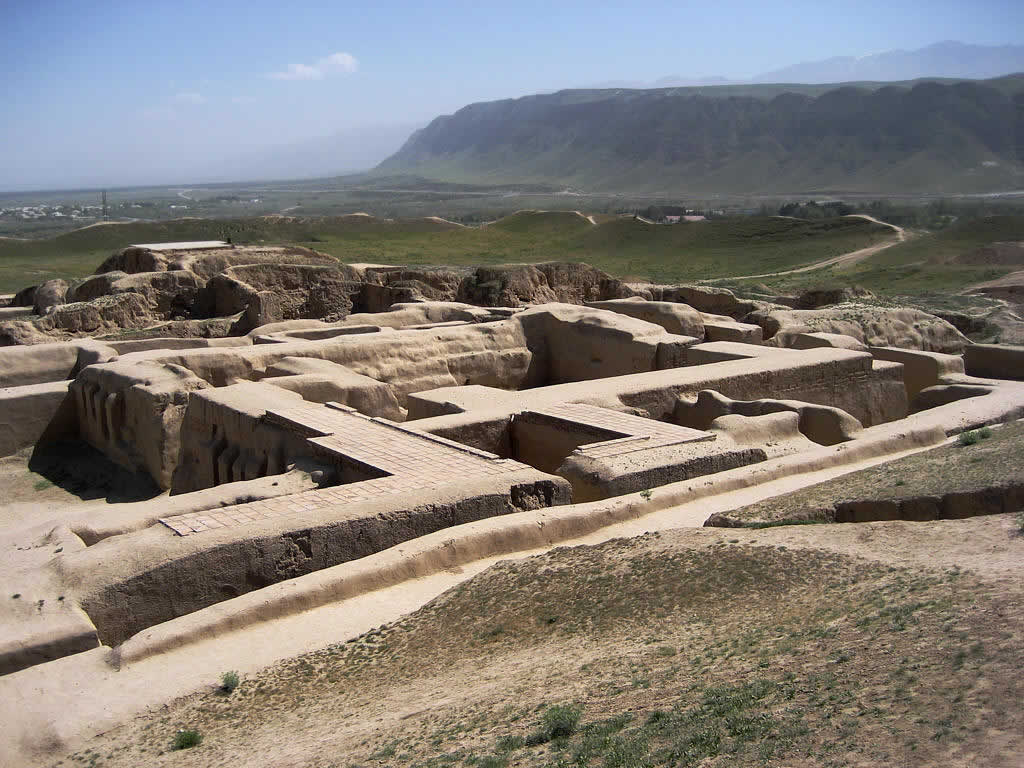
Nisa
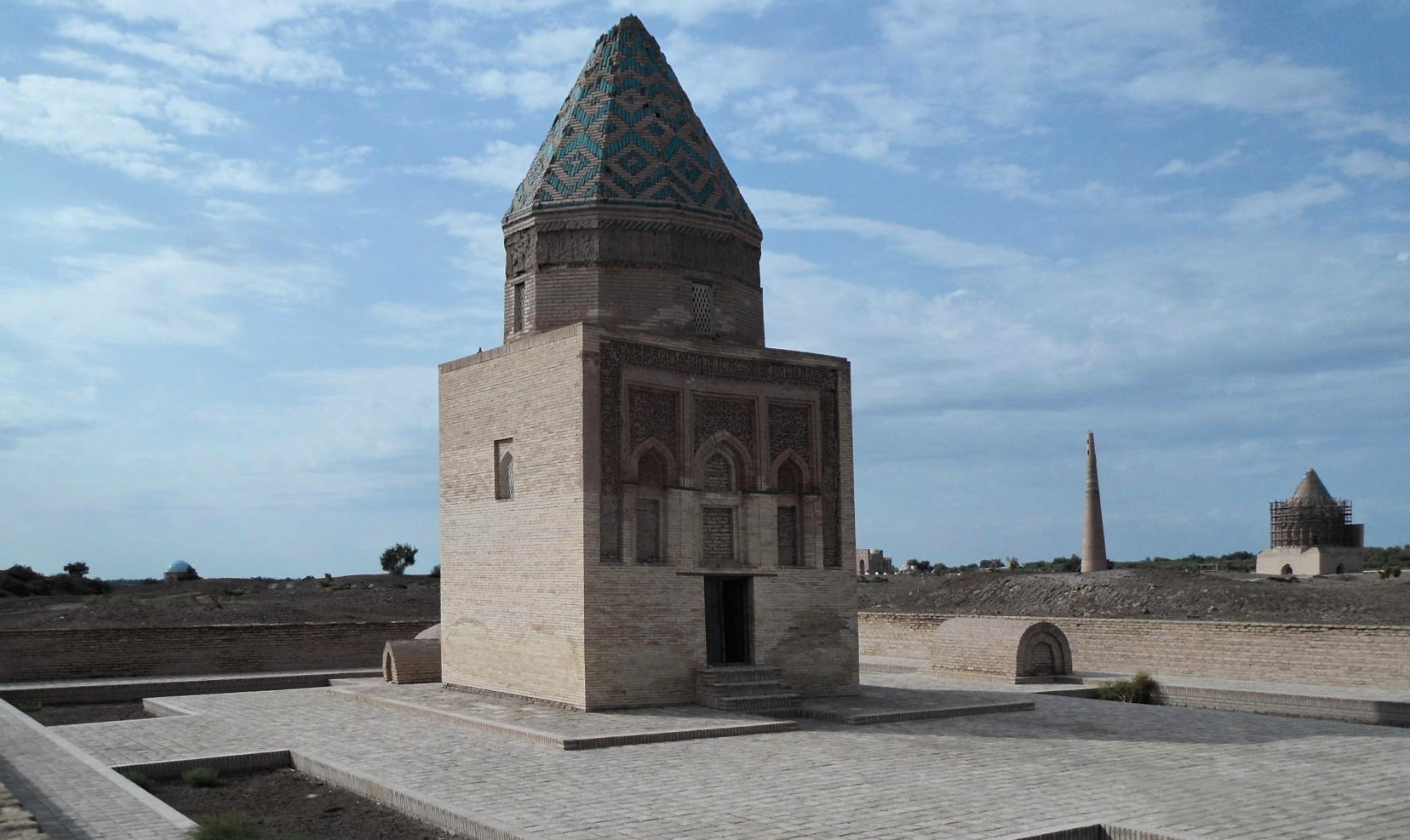
Kunja-Urgentch